# Inger Christensen
Inger Christensen (Vejle, Dinamarca, 16 de enero de 1935 - Copenhague, 2 de enero de 2009) fue una poeta, novelista y ensayista danesa.
Christensen fue considerada la escritora danesa de más relevancia de su generación, enmarcando su obra normalmente en la poesía experimental.

## Educación
Nació y se educó en Vejle, en la costa oriental de Jutlandia, dentro de la región de Syddanmark. Tras su graduación se trasladó a Copenhague, y más tarde lo hizo en el Colegio de Profesores de Århus y obtuvo su título de profesora de Matemáticas en 1958. Fue durante este periodo cuando Christensen comenzó la publicación de sus primeros poemas en el diario Hvedekorn, guiándose en ese nuevo mundo por el también poeta y crítico danés Poul Borum, con quien se casó en 1959 y del que se divorció en 1976.

## Carrera como escritora
Después de dar clases en el Colegio de Artes de Holbæk entre 1963 y 1964, pasó a dedicarse a la escritura a tiempo completo, produciendo dos de sus primeras grandes colecciones, Lys (Luz, 1962) y Græs (Hierba, 1963), ambas examinando los límites del autoaprendizaje y el papel del lenguaje en la percepción. Su mayor trabajo en los años 60, sin embargo, fue la comúnmente aclamada como obra maestra Det (Eso, 1969). En ella, en un primer nivel, se exploran temas sociales y políticos, pero más profundamente se encuentran grandes cuestiones filosóficas de significado. En la obra se oponen grandes ideas como el miedo y el amor, o el poder y la impotencia.
Durante estos años Christensen también publicó dos novelas, Evighedsmaskinen (1964) y Azorno (1967), así como un relato corto sobre el pintor del Renacimiento italiano Andrea Mantegna, Det malede Værelse ("La habitación pintada", 1976).
En su otra gran obra, Alfabet (Alfabeto, 1981), Christensen usa el alfabeto (desde la «a» de albaricoques hasta la «n» de noches) junto a la secuencia numérica de Fibonacci, en la que el siguiente número es la suma de los dos anteriores. Como ella explicó: «Los coeficientes numéricos existen en la naturaleza: la forma en la que un puerro se envuelve sobre sí mismo desde el interior, y la parte superior de un anturio, ambas están basadas en estas series.» Como en Det, se trata de una evocación poética de ideas enfrentadas, como un torrente de alegría en el mundo en contraposición a los temores de las fuerzas listas para su destrucción.
En Sommerfugledalen (El valle de las mariposas, 1991) explora a través de la estructura del soneto la fragilidad de la vida y la muerte, terminando en una especie de transformación.
Christensen también escribió relatos para niños, obras teatrales, para radio, y numerosos ensayos, los más destacados de ellos se publicaron en el libro recopilatorio Hemmelighedstilstanden (El secreto de estado, 2000).
En 1978 fue elegida por la Academia Danesa, y en 1994 se convirtió en miembro de la Academia Europea de la Poesía. Ganó el Premio Austriaco de Literatura Europea y el Premio Nórdico en 1994, el Premio Europeo de Poesía en 1995, el Premio Americano en 2001; en Alemania recibió el Premio Siegfried Unseld en 2006 y otras numerosas distinciones. Sus obras se han traducido a numerosos idiomas, y hasta la fecha de su muerte, el 2 de enero de 2009, su nombre figuró entre los candidatos al Premio Nobel de Literatura.

## Obra
- 1962: Lys: digte ("Light"), poems[3]
- 1963: Græs: digte ("Grass"), poems[3]

### Lírica
- Lys (Luz, 1962).
- Graes (Hierba, 1963).
- Det (1969),  edición bilingüe español - danés, Eso (Editorial Sexto Piso, 2015).
- Alfabet (1981), edición bilingüe español - danés, Alfabeto (Editorial Sexto Piso, 2014).
- Lys og Græs (1989), edición bilingüe español - danés, Luz / Hierba (Editorial Sexto Piso, 2021).
- Digt om døden (Poema sobre la Muerte, 1989).
- 'Sommerfugledalen (1991)[3], edición bilingüe español - danés, El valle de las mariposas (Editorial Sexto Piso, 2020)
- Samlede digte ("Collected Poems") (1991)[3]

### Narrativa
- Evighedsmaskinen ("Perpetuum mobile", 1964)
- Azorno (1967).
- Det malede Værelse ("La habitación pintada", 1976, traducida por Ediciones del Bronce, 1999)
- Mikkel og hele menageriet (ilustró Lillian Brøgger)[3] libro infantil (1990)

### Ensayo
- La fuerza ordenadora del azar
- Hemmelighedstilstanden (El secreto de estado, 2000).[3]